# Légendes d'Ashur-Sîn
Légendes d'Ashur-Sîn est une série de romans d'heroic fantasy de l’écrivaine québécoise Anne Robillard. Elle est la suite des séries à succès Les Chevaliers d'Émeraude, Les Héritiers d'Enkidiev et Les Chevaliers d'Antarès.

## Description
Quatre années après la fin de la guerre contre les Aculéos et la défaite de l'armée de Javad, Wellan et Sierra décident de se rendre à Enkidiev. Plus tard, c'est en compagnie de Dashaé et d'Onyx que les deux commandants tenteront de retourner à Alnilam.  Là-bas, un peuple mystérieux aura besoin de leur aide. Qui les guerriers rencontreront-ils dans cet endroit inconnu, pourront-ils rentrer chez eux, et surtout, que devront-ils faire pour y arriver...?

## Publication
1. Aranéa, Wellan Inc., 2021, 344 p.  (ISBN 978-2-924442-85-2)Réédité aux éditions Michel Lafon en 2022, 330 p. (ISBN 978-2-7499-4844-7), puis par les mêmes éditions au format poche en 2024, 336 p. (ISBN 979-10-224-0655-0)
2. Azakhou, Wellan Inc., 2021, 320 p.  (ISBN 978-2-924442-86-9)Réédité aux éditions Michel Lafon en 2022, 319 p. (ISBN 978-2-7499-4845-4), puis par les mêmes éditions au format poche en 2025, 336 p. (ISBN 979-10-224-0664-2)
3. Dingirsigs, Wellan Inc., 2021, 304 p.  (ISBN 978-2-924442-87-6)Réédité aux éditions Michel Lafon en 2022, 330 p. (ISBN 978-2-7499-4990-1)
4. Antoum, Wellan Inc., 2021, 312 p.  (ISBN 978-2-924442-88-3)Réédité aux éditions Michel Lafon en 2023, 320 p. (ISBN 978-2-7499-5191-1)
5. Naroux, Wellan Inc., 2022, 320 p.  (ISBN 978-2-924442-91-3)Réédité aux éditions Michel Lafon en 2023, 310 p. (ISBN 978-2-7499-5350-2)
6. Cinn, Wellan Inc., 2022, 321 p.  (ISBN 978-2-924442-92-0)Réédité aux éditions Michel Lafon en 2023, 330 p. (ISBN 978-2-7499-5351-9)
7. Naja, Wellan Inc., 2022, 312 p.  (ISBN 978-2-924442-93-7)Réédité aux éditions Michel Lafon en 2023, 323 p. (ISBN 978-2-7499-5352-6)